# Perdita planifrons
Perdita planifrons är en biart som beskrevs av Timberlake 1968. Perdita planifrons ingår i släktet Perdita och familjen grävbin. Inga underarter finns listade i Catalogue of Life.